# 兀研帖木儿
兀研帖木儿（羅馬化：Ūne temür），明代蒙古贵族，是成吉思汗之弟铁木哥斡赤斤的后裔。他活跃于15世纪中期，统领兀良哈三卫之一的泰宁卫，称辽王，曾效力于马可古儿吉思和毛里孩。
兀研帖木儿的出身，史料没有详载，但因被称为刘王（辽王的误记），推测其为元末明初辽王阿札失里的后裔。正统至景泰年间，泰宁卫由兀研帖木儿之兄革干帖木儿统领，革干帖木儿死后，他开始在史料中出现。天顺四年（1460年），革干帖木儿去世后，兀研帖木儿试图继承兄长的地位统治三卫，但各部首领不予承认。经头目们奏请明朝，明朝朝廷直接下令由革干帖木儿之子脱脱孛羅继承其职位。
天顺七年（1463年），兀研帖木儿以蒙古可汗马可古儿吉思近臣的身份，与可汗联名遣使明朝。同期，他拒绝了太师孛来联合攻明的请求，获明英宗赞赏。
成化十三年（1477年）后，《明实录》再无兀研帖木儿的相关记载，推测其于此前后去世。后世编纂的《万历武功录》称其子孙断绝。清朝的翁牛特部在一些清朝史料中称为铁木哥斡赤斤的后裔，但根据其自身谱系，应为合赤温后裔。